# Доминиканска Република на Светском првенству у атлетици на отвореном 2023.
Доминиканска Република је на 19. Светском првенству у атлетици на отвореном 2023. одржаном у Будимпешти од 19. до 27. августа учествовала седамнаести пут. Репрезентацију Доминиканске Републике представљала су 2 атлетичара (1 мушкарaц и 1 женa), који су се такмичили у 2 дисциплинe (1 мушкa и 1 женскa).,
На овом првенству Доминиканска Република је по броју освојених медаља делила 18. место са 1 освојеном медаљом (1 златна).. У табели успешности према броју и пласману такмичара који су учествовали у финалним такмичењима (првих 8 такмичара) Доминиканска Република је са 2 учесника у финалу делила 37. место са 10 бода.
| Плас. | Земља                  | 1. место | 2. место | 3. место | 4. место | 5. место | 6. место | 7. место | 8. место | Бр. финал. | Бод. |
| ----- | ---------------------- | -------- | -------- | -------- | -------- | -------- | -------- | -------- | -------- | ---------- | ---- |
| =37.  | Доминиканска Република | 1        | 0        | 0        | 0        | 0        | 0        | 1        | 0        | 2          | 10   |

## Учесници
| Мушкарци: - Алекандер Огандо — 200 м | Жене: - Мариледи Паулино — 400 м |  |

## Освајачи медаља (1)

### злато (1)
- Мариледи Паулино — 400 м

## Резултати

### Мушкарци
| Атлетичар        | Дисциплина | Лични рекорд | Квалификације  | Квалификације | Полуфинале     | Полуфинале | Финале   | Финале      | Детаљи |
| Атлетичар        | Дисциплина | Лични рекорд | Резултат       | Место         | Резултат       | Место      | Резултат | Место       | Детаљи |
| ---------------- | ---------- | ------------ | -------------- | ------------- | -------------- | ---------- | -------- | ----------- | ------ |
| Алекандер Огандо | 200 м      | 19,91 НР     | 20,14(.132) КВ | 2. у гр. 7    | 20,02(.017) КВ | 2. у гр. 1 | 20,23    | 7 / 54 (57) |        |

### Жене
| Атлетичарка      | Дисциплина | Лични рекорд | Квалификације | Квалификације | Полуфинале | Полуфинале | Финале       | Финале | Детаљи |
| Атлетичарка      | Дисциплина | Лични рекорд | Резултат      | Место         | Резултат   | Место      | Резултат     | Место  | Детаљи |
| ---------------- | ---------- | ------------ | ------------- | ------------- | ---------- | ---------- | ------------ | ------ | ------ |
| Мариледи Паулино | 400 м      | 48,98 НР     | 49,90 КВ      | 1. у гр. 6    | 49,54 КВ   | 1. у гр. 1 | 48,76 НР, ЛР |        |        |